# Lex Luthor (Arrowverse)
Lex Luthor es un personaje ficticio y supervillano del Arrowverse de The CW, basado en el personaje del mismo nombre creado por Jerry Siegel y Joe Shuster .  Adaptado para televisión en 2017 por Glen Winter y Greg Berlanti, hizo su primera aparición en el episodio " Luthors " de Supergirl .   Luthor es representado como un hombre de negocios independiente que dirige LuthorCorp, así como el archienemigo de Superman . En algún momento, él y Superman fueron amigos, pero su amistad terminó cuando Superman se negó a abrazar la ideología violenta y caótica de Lex. Luego, Lex desarrolló una obsesión con Superman, lo que resultó en su eventual encarcelamiento. Más tarde, percibe a Supergirl como una amenaza y cambia su atención hacia ella, abandonando su plan de atacar a su prima.

## Concepto y creación
Lex Luthor es uno de los personajes de supervillano más reconocibles y destacados de DC Comics . Hizo su debut en Action Comics #23 en 1940. Según IGN, ocupa el cuarto lugar en una lista de cien supervillanos en todos los medios.  El personaje ha sido retratado anteriormente en programas de televisión de acción real, incluidos Superboy, Lois & Clark: The New Adventures of Superman y Smallville . Scott James Wells y Sherman Howard lo interpretaron en Superboy, John Shea en Lois & Clark y Michael Rosenbaum en Smallville. Lex Luthor también ha aparecido en películas como Atom Man vs. Superman, la clásica serie de películas de Superman, Superman Returns, Batman v Superman: Dawn of Justice y Justice League . Fue interpretado por Lyle Talbot, Gene Hackman, Kevin Spacey, Jesse Eisenberg y Nicholas Hoult, respectivamente.
Cuando se anunció un programa de televisión de Supergirl, surgieron especulaciones sobre si Lex aparecería.  El personaje apareció en el episodio " Luthors " durante la segunda temporada de Supergirl en 2017, con Aidan Fink interpretando a un joven Lex Luthor.  Finalmente, Jon Cryer apareció en la temporada 4 como un Lex Luthor adulto, de forma recurrente como el "gran mal" de la temporada.  Más tarde regresó para las temporadas 5 y 6, nuevamente como un personaje recurrente y el villano principal en estos episodios.   También jugó un papel crucial en el evento cruzado del Arrowverse titulado " Crisis en Tierras Infinitas " en 2019 y 2020. 

### Caracterización
Cryer fue elegido como Lex Luthor en 2017  y también fue la primera y única elección de los productores Robert Rovner y Jessica Queller, quienes admitieron ser sus mayores admiradores.  Cuando se le preguntó sobre su interpretación, Cryer respondió que fue una experiencia "encantadora" y que quería hacer justicia al personaje del programa . Cryer había interpretado previamente a Lenny Luthor, el sobrino de la versión de Hackman de Lex Luthor, en Superman IV: The Quest for Peace (1987). Cryer explicó que una de las razones para aceptar el papel en Supergirl era querer hacer justicia al nombre de Luthor después de la respuesta negativa a Superman IV: The Quest for Peace. La productora Jessica Queller expresó su satisfacción con el casting de Cryer y afirmó: "No creo que hubiéramos podido hacerlo mejor en nuestro casting, y quiero decir, estamos simplemente emocionados". 
Según Cryer, cree que Lex Luthor es un sociópata con un solo vínculo con la realidad, su hermana Lena Luthor .  Destacó la inteligencia de Lex y su enfoque en la ciencia, al tiempo que reconoció que su narcisismo causa problemas a todos los demás. Cuando se le preguntó cómo es interpretar a un villano, Cryer dijo que todavía se está acostumbrando y que lo encuentra desafiante. 
Cryer también señaló que Lex muestra un comportamiento manipulador hacia los demás en la serie, viéndolos como piezas de ajedrez e inferiores a él.  Con respecto al desarrollo de su personaje en la temporada 6, donde Lex se enamora del personaje Nyxlygsptlnz, Cryer admitió que inicialmente tenía miedo de eliminar el "lado oscuro" de Lex. Se preguntó por qué Lex se enamoraría, considerando su naturaleza como Lex Luthor.  Sin embargo, finalmente aceptó la historia y disfrutó interpretando al personaje.
Cryer tuvo una gran influencia en el uso del personaje en el programa. Fue un firme defensor de que Lex finalmente derrotara a Supergirl, y presentó esta idea en numerosas ocasiones a los productores del programa.  También solicitó que Luthor fuera parte de "Crisis en Tierras Infinitas", a pesar de que el estudio inicialmente no planeaba incluirlo. Cryer creía que el papel de Luthor en la historia del cómic original de 1985 de Marv Wolfman y George Pérez era importante, y no tenerlo en el evento sería "humillante".

## Biografía del personaje de ficción.

### Primeros años de vida
Lex Luthor nació en algún momento después de 1984 en Metrópolis, hijo de los multimillonarios Lionel y Lillian Luthor . Desde la primera infancia, exhibió un intelecto extremadamente alto, así como un comportamiento antisocial . En 1997, la familia Luthor adoptó a Lena, la hija ilegítima de Lionel y la media hermana de Lex, lo que lo enfureció inicialmente. Sin embargo, con el tiempo, Lex y Lena se hicieron amigos cercanos.
Durante su adolescencia, Lex mostró signos de psicopatía . Su padre Lionel se distanció de él, alimentando aún más el resentimiento y el odio de Lex hacia él. Después de la muerte de Lionel, Lex heredó la empresa familiar, LuthorCorp. También conoció a Superman, y los dos inicialmente trabajaron juntos para detener las invasiones alienígenas. Sin embargo, los métodos de Lex fueron demasiado brutales para el gusto de Superman, lo que provocó una pelea entre ellos. Lex empezó a creer que Superman era el responsable de las invasiones, y su obsesión por el superhéroe provocó una fractura en su relación con Lena.

### Plan para matar a Supergirl
Después de varios años de encuentros brutales que resultaron en numerosas muertes, Lex y Superman tuvieron un enfrentamiento final a principios de 2016. Antes de la confrontación, Lex tiñó de rojo el sol amarillo de la Tierra en un intento de debilitar a Superman, causando destrucción a escala global. Luthor fue encontrado por la policía pero logró escapar, sólo para luego ser capturado por Superman.
En su juicio, Lex mató al juez y a todos los asistentes al juicio. Fue sentenciado a treinta y una cadenas perpetuas consecutivas y enviado a la penitenciaría de la isla Stryker . Mientras estaba en prisión, contrató a un asesino, John Corben, para matar a su hermana Lena, que se había hecho cargo de LuthorCorp (más tarde rebautizada como L-Corp). Su plan fracasó cuando intervinieron Superman y Supergirl .
En 2018, el ministro de Defensa de Kaznia informó a Lex sobre la existencia de una copia de Supergirl . Lex viajó con el ministro a Kaznia para encontrarse con el duplicado y comenzó su entrenamiento. Después de meses de entrenamiento, la llevó a National City para familiarizarla con la vida de Supergirl. El duplicado de Supergirl desarrolló una enfermedad y, para salvarla, Lex entró en una cámara radiactiva, lo que le provocó cáncer. A Lex se le concedió un permiso de gracia y fue transportado a su mansión.
Lex orquestó un plan en el que su asesina e interés amoroso, Eve Teschmacher, dispararía a James Olsen y distraería a Lena. Cuando Lena fue al hospital, Lex cortó la electricidad, lo que la obligó a inyectarle a James una vacuna experimental para salvarle la vida, con la esperanza de que también curara el cáncer de Lex. La vacuna funcionó, curó a Lex y le dio poderes sobrehumanos. Luchó contra Supergirl y luego fue a la Casa Blanca para reunirse con el presidente, usando su influencia para organizar un ataque kazniano contra los Estados Unidos .
Durante el ataque, Lex manipuló el duplicado de Supergirl, conocido como "Red Daughter", para matar a la madre de Supergirl. Después del ataque, Lex aparentemente mató a Red Daughter y usó su energía para alimentar una celda especial. Luego suministró energía a las casas dañadas por los bombardeos de Kaznia y, con el apoyo del presidente, se convirtió en secretario del Departamento de Asuntos Extranjeros de los Estados Unidos, obteniendo el control de Estados Unidos.
Las ambiciones de Lex se extendieron más allá e invadió Argo City, en el planeta natal de Superman. Un equipo liderado por Supergirl detuvo su ataque y luchó contra Supergirl, perdiendo finalmente. Fue a una cabaña donde él y Lena habían pasado vacaciones, donde Lena extrajo el suero de su cuerpo, lo que provocó su muerte.

### Unión a the Crisis
Al comienzo de la invasión del Multiverso por parte del Anti-Monitor, el Monitor resucitó a Lex para ayudar a los héroes. A cambio, Lex le pidió que se asegurara de que Lena mantuviera sus recuerdos anteriores a la crisis. El Monitor lo llevó al Waverider, donde conoció a una furiosa Kara Danvers y Kate Kane/Batwoman . Luego encontró el Libro del Destino en el barco y se fue para matar tantas versiones de Superman como pudiera.
Su primer objetivo fue Superman de Tierra-75, a quien mató. Luego viajó a la Tierra-167 con las mismas intenciones, pero descubrió que Clark Kent había renunciado a sus poderes. Luego, Lex fue a la Tierra-96 y usó el Libro del Destino para lavarle el cerebro a Clark Kent/Superman para luchar contra el Superman del universo de Lex. Sin embargo, Lois Lane del universo de Lex intervino y noqueó a Lex, poniendo fin a su control.
Lex estaba encerrado en el Wave Rider, pero logró recuperar el Libro del Destino. Lo usó para salvarse de la ola de antimateria que destruyó el Wave Rider y todo el Multiverso. Al hacerlo, se hizo conocido como el Modelo de la Verdad y se transportó al Punto de Fuga.
En Vanishing Point, Lex intentó abrir un portal a la realidad con una máquina, con la ayuda de Ryan Choi, pero fracasó. Barry Allen / The Flash regresó más tarde de Speed Force, incapaz de encontrar una salida del Punto. Oliver Queen/Spectre apareció y ayudó a Barry a desbloquear todo su potencial, enviando a Lex, Kara y Ryan al pasado, específicamente al planeta Maltus, 10.000 años antes de que el Monitor creara el Anti-Monitor. Allí, Lex intentó traicionar a su equipo, pero no logró que el Monitor se pusiera de su lado. Luego, el equipo fue transportado al Amanecer del Tiempo para luchar contra el Anti-Monitor. Lex y los otros Paragons lucharon contra el ejército del Anti-Monitor y Oliver se sacrificó para recrear el Multiverso.
En el nuevo Multiverso, la Tierra de Lex se fusionó con la Tierra-1 y la Tierra de Jefferson Pierce/Black Lightning . Como resultado, el público veía a Lex como un buen tipo, lo cual Supergirl dudaba. En esta nueva realidad, se convirtió en propietario de LuthorCorp y líder del Departamento de Operaciones Extranormales, que ahora era una subsidiaria de su empresa. Lex también ganó el Premio Nobel de la Paz .

### Manipulación de Brainiac 5 y Obsidian Tech
En algún momento, Lex Luthor se reunió con su madre, Lillian, quien ahora es la directora de la Fundación Luthor, y comenzaron a planear destruir la Fortaleza de la Soledad . Para conquistar a Lena, Lex usó un organismo inductor de la verdad en su brazo para demostrar su honestidad. En un evento "El hombre del mañana" celebrado por la familia Luthor, el periodista William Dey habló en privado con Kara y le expresó su sospecha de que los Luthor estaban involucrados en la desaparición de Russell Rogers después de que compraron su empresa. Más tarde, Brainiac 5 visitó a Lex, expresando su preocupación por Leviatán, y le mostró una imagen de un posible doble que se parece a Winn Schott .
Lex Luthor visita a Gamemnae/Gemma Cooper y la convence para concertar una colaboración entre LuthorCorp y Obsidian Tech. Después de que Brainiac 5 se convierte en el nuevo Director del DEO tras la renuncia de Alex Danvers, le da a Lex la información que necesita del pirateo de IA alternativo de Winn Schott/Toyman . Luego, Lex localiza a Gemma y ofrece una asociación entre LuthorCorp y Obsidian Tech. Desde el primer día de Earth-Prime, Lex había manipulado a Eve Teschmacher para que fuera su persona interna en Leviatán. Él la engaña para que mate a Jeremiah Danvers . Mientras Supergirl evita que un Devorador de Sol se coma el Sol, Lex va al lugar donde están retenidos los que estaban atrapados en la realidad virtual y los libera, matando a Margot Morrison. Gemma confronta a Lex por sus acciones y él le dice que debería centrar su ira en su enemigo común, Supergirl. Más tarde esa noche, Lex le revela a Eve que las personas que habían protegido a su madre se desharán de ella si ella va en su contra. También tiene imágenes de Eve matando a Jeremiah. Cuando Eve afirma que él es peor que Leviatán, Lex no está de acuerdo. Después de hablar con su madre, Lex usa el reloj de transporte de Lena para ir a la Fortaleza de la Soledad.
Lex visita a Lena en la isla de Stryker y señala que su proyecto fracasaría, lo que hace que Lena vea que Kara tenía razón sobre Lex. Después de recibir una llamada de Gemma de que Rama Khan tuvo éxito en su misión de obtener la kryptonita del DEO, Lex le informa a Brainy que ahora tienen acceso a la nave de Leviathan. Cuando entra al barco, Gemma le da a Lex un pin especial para mantenerlo a salvo de las defensas del barco. Los dos comienzan su trama relacionada con el Festival de la Unidad. Después de que Brainiac 5 ingresa el código que conduce al embotellado de Rama Khan, Tezumak y Sela, Gemma se apaga brevemente, lo que hace que Lex vaya tras Brainiac 5. Encuentra un Brainiac 5 debilitado en el barco de Leviathan y afirma que la botella contiene a Rama Khan, Tezumak y Sela. Después de escapar, le da la botella a Lillian para comenzar su siguiente plan.

### Batalla final contra Supergirl
Lex continúa con la siguiente fase de su plan, haciendo que Lillian le copie los poderes de los miembros de Leviatán, a pesar de su advertencia sobre el posible resultado. Durante la pelea en la Fortaleza de la Soledad con Supergirl, Lex logra usar el Proyector de la Zona Fantasma para enviar a Supergirl a la Zona Fantasma. Posteriormente es arrestado y juzgado. Mientras está encarcelado en la prisión de National City, Lex recibe la visita de Lillian, quien le recuerda que ella le advirtió. Luego llega Lena y usa la máquina de lavado de cerebro, Myriad, para borrar de sus mentes el recuerdo de la identidad de Supergirl. En el juicio, Lena testifica contra él y revela que utilizó tecnología de lavado de cerebro para manipular al jurado. Para su sorpresa, el veredicto es que es inocente.
Posteriormente, Lex y Lena se involucran en una lucha de poder por el control de LuthorCorp. Lex envía a su guardaespaldas, Otis Graves, a sabotear la nueva ala infantil del hospital. Cuando Lena lo confronta, le dice que matarlo no cambiará nada y decide dejar LuthorCorp.
Más tarde, Lex visita el futuro, donde se hace amigo y se enamora de una versión futura de Nyxlygsptlnz, conocida como "Nyxly". Juntos combinan ciencia y magia, pero Nyxly comete un error con los Totems, lo que provoca su muerte. Lex preserva la mente de Nyxly en forma de IA y la coloca en un Lexosuit, que envía a la actual Nyxly para evitar su muerte. Sin embargo, por el momento Nyxly no quiere tener nada que ver con él. Sin inmutarse, Lex intenta recuperarla con el consejo de Otis, pero Nyxly rechaza su ayuda. Lex idea un plan para llevarle el Tótem del Amor, pero Nyxly no está satisfecho con su participación y los Superamigos terminan con el tótem.
Lex salva a Nyxly de ser encarcelada, revelando su futuro romance y sus intentos de salvarla. Con la ayuda de Nyxly AI, Nyxly obtiene el Dream Totem y Lex ayuda a obtener los Totems restantes. Los Superamigos logran recuperar las otras piezas de los Tótems, lo que lleva a una batalla final entre Lex, Nyxly y los Superamigos. Lex y Nyxly crean construcciones mágicas que se asemejan a sus enemigos, como Kara Danvers/Overgirl, Red Tornado, Metallo y dragones. Al final, son derrotados y Lex abre un portal a la Zona Fantasma, con la intención de desatar Fantasmas sobre los Superamigos. Sin embargo, debido a su arrogancia, los Fantasmas se sienten atraídos por Lex y Nyxly, arrastrándolos a la Zona Fantasma. Esto es posible porque Supergirl y sus aliados reunieron a la gente de National City para que tuvieran coraje, lo que contrarresta la arrogancia emitida por Lex y Nyxly, convirtiéndolos en objetivos principales de los Fantasmas.

## Apariciones

### Arrowverso
- El personaje apareció por primera vez en el episodio " Luthors " de la temporada 2 de Supergirl, interpretado por Aidan Fink como un joven Lex Luthor, en 2017. [18]
- Jon Cryer hizo su primera aparición como Lex Luthor en el episodio "Oh hermano, ¿dónde estás?" de la temporada 4, en 2019. [19] Luego apareció en el evento cruzado Crisis on Infinite Earths, así como en los programas Batwoman, The Flash, Arrow y Legends of Tomorrow, todos en 2019 y 2020 [20]

## Versiones alternativas

### Superman y lois
Se mencionó una versión alternativa en dos episodios de Superman & Lois en 2021. El John Henry Irons de una Tierra alternativa robó un exotraje de Lex Luthor de su realidad, que usó en la lucha contra Superman y Tal-Rho de su mundo. La IA Hedy originalmente se refirió a John como " Capitán Luthor ". Superman y Lois de su Tierra pensaron que era un pariente de Lex Luthor hasta que las huellas dactilares en la caja demostraron lo contrario.
Lex Luthor aparece en la temporada 3, interpretado por Michael Cudlitz .  Esta versión luce una perilla larga. En el episodio "Too Close to Home", Bruno Mannheim le mencionó a John Henry Irons que Lex Luthor fue responsable de matar a Boss Moxie . Sin embargo, más tarde se revela que la confesión de Luthor sobre el crimen fue falsificada, y fue la esposa de Mannheim, Peia, quien confesó mientras disfrazaba su voz como la de Luthor, lo que llevó a Clark y Lois a darse cuenta de que Luthor es inocente.
En flashbacks vistos en el episodio "Injustice", Lex Luthor fue sentenciado a cadena perpetua en la prisión de Stryker por la juez Tara Reagan, donde su familia vive ha sido tensa. Cuando encuentra a Otis Grisham trabajando en el cabello de un recluso con una afeitadora eléctrica, Lex le pide que se la preste para poder peinarse. Otis golpea a Lex mientras intenta ganarse a los otros reclusos, lo que hace que Otis y los reclusos cercanos lo golpeen. Cuando se reúne con Warden William Ellis, Lex le pide que llame a un número específico que resulta ser el número de casa de Warden Ellis. Al responder, descubre que los asociados de Lex en el exterior han amenazado a su familia, y Lex lo chantajea para que le permita administrar la población carcelaria. Warden Ellis cumple con sus demandas. Lex comienza haciendo que los guardias golpeen a Otis y a los que golpearon a Lex. Warden Ellis luego le consigue a Lex una navaja de afeitar, que usa para afeitarse la cabeza. Una vez que termina el afeitado, Lex hace que un recluso que se recupera en una silla de ruedas le limpie el cabello. Un recluso al que le faltan dientes anota su pedido de comida y otro recluso le sirve de silla.
Tras la muerte de Peia, Lex sale de prisión cuando se conoce la verdad. Ordena al alcaide Ellis que retrase la noticia de su liberación y le pide que llame a Otis para reunirse con él. Lex camina por la calle hasta llegar a la granja de la familia Kent. Si bien señala que sabe lo que le pasó a Bruno Mannheim, el tratamiento contra el cáncer de Lois y que ella y Clark tienen dos hijos, Lex afirma que no quiere su perdón. Cuando Otis aparece para recoger a Lex, entra al auto y le aconseja a Lois que se retire y le diga a Superman que vendrá por él. Mientras lo conducen, Lex recibe los lentes ensangrentados del Dr. Aleister Hook mientras lo lleva al lugar donde Otis salió del Dr. Hook. Al llegar, encuentran a Bizarro alimentándose de unas ratas. Lex luego observa cómo Bizarro ataca a Otis lo suficiente como para arrancarle la oreja. Luego, Lex dispara a Bizarro con un láser y descubre que puede volver a la vida. Con la ayuda de Otis y algo de ayuda contratada, Lex realiza diferentes experimentos fatales con Bizarro usando suficiente kriptonita X como para provocar que mute aún más. Después de disponer que el juez Reagan sea asesinado fuera de la pantalla, Lex envía a Otis y a su secuaz, Gretchen Kelley, para secuestrar a Sam Lane. Luego, Lex se enfrenta a Superman en la granja de la familia Kent mientras convoca al monstruoso Bizarro . Mientras se va, Lex le ordena al monstruoso Bizarro que le traiga el corazón de Superman cuando termine con él.

## Recepción
Cryer fue elegido para interpretar a Lex Luthor el 16 de noviembre de 2018, en un papel recurrente en el programa de CW Supergirl .  Muchos fanáticos comenzaron a señalar comparaciones y diferencias entre su versión y la de Jesse Eisenberg, y muchos sugirieron que la interpretación de Cryer tiene la edad adecuada, es mejor en manipulación y pretende ser más cómica y precisa, lo cual fue un factor importante según el aficionados. Sin embargo, algunos críticos mencionaron que su versión carecía de un rumbo claro.  En el libro " Adapting Superman: Essays on the Transmedia Man of Steel ", hay un capítulo titulado "Forging Kryptonite: Lex Luthor's Xenophobia as Societal Fracturing, from Batman v Superman to Supergirl ", que analiza ambas versiones de Lex Luthor como parte de una representación que explora los efectos culturales de la invasión de la xenofobia de la sociedad a la familia en los años cercanos a las elecciones presidenciales de Estados Unidos de 2016. 
También se hicieron comparaciones con la versión de Michael Rosenbaum, esta vez citando que la dinámica de Cryer con Superman nunca se muestra y no es tan identificable como se esperaba.  En una entrevista con el sitio web CBR.com, Jon Cryer afirmó que el final de la temporada 6 de Supergirl se dejó abierto intencionalmente para un posible regreso de su personaje en otro Arrowverse u otra serie de DC en el futuro, debido al apoyo abrumador de Los ventiladores.  IGN apoyó la idea de que la versión de Cryer era la definitiva y elogió su actuación, señalando que tuvo un impacto significativo en el evento cruzado " Crisis en Tierras Infinitas " y la temporada 5 de Supergirl . 

### Premios
| Year | Award              | Category                               | Work      | Result   |
| ---- | ------------------ | -------------------------------------- | --------- | -------- |
| 2019 | Teen Choice Awards | Choice TV Villain                      | Supergirl | Nominado |
| 2019 | Saturn Awards      | Best Guest Starring Role on Television | Supergirl | Nominado |
| 2021 | Saturn Awards      | Best Guest Starring Role on Television | Supergirl | Ganador  |

## En otros medios
El personaje aparece en el one-shot del cómic vinculado a Crisis en Tierras Infinitas, titulado "Crisis en Tierras Infinitas Gigante #1". Durante este último, Lex se une a los Lex de otros universos y juntos forman el Consejo de Luthors, con el objetivo común de matar a todos los Superhombres y derrotar al Consejo de Superhombres. Sin embargo, su Consejo fracasa en su misión.